# داوید زاوادزکی
داوید زاوادزکی (لهستانی: Dawid Zawadzki؛ زادهٔ ۱۹۷۷) بازیگر اهل لهستان است.
از فیلم‌ها یا مجموعه‌های تلویزیونی که وی در آن‌ها نقش داشته‌است، می‌توان به محکوم، دستورالعمل زندگی، مأموریت افغانستان، هتل ۵۲، پدر متیو، والسا: مرد امید، دوران افتخار، دوستان، رنگ‌های خوشبختی، بلفر، کلبه جنگلی، قانون حقیقی، کارآگاهان جنایی، پرستار کودک، در خوشی و سختی و حیوان بزرگ اشاره نمود.